# Xã Carbondale, Quận Ward, Bắc Dakota
Xã Carbondale (tiếng Anh: Carbondale Township) là một xã thuộc quận Ward, tiểu bang Bắc Dakota, Hoa Kỳ. Năm 2010, dân số của xã này là 47 người.